# 南極座λ
南極座λ，又名CP-83 722，HD 206240、SAO 258914、HR 8280，是南極座的一颗恒星，视星等为5.29，位于銀經309.02，銀緯-32.13，其B1900.0坐标为赤經21h 35m 36.4s，赤緯-83° -32.13′ 44″。